# The Marxist Brothers
The Marxist Brothers est une chanson de NOFX figurant sur l'album Wolves in Wolves' Clothing et sur le EP Never Trust a Hippie. 

## Analyse
Elle traite de jeunes conspirateurs d'une façon ironique. Elle fait référence aux slogans des années 1960 Marxiste version Groucho. Elle fait aussi référence, de façon tout aussi ironique, aux albums Today's Empires, Tomorrow's Ashes de Propagandhi, The Battle of Los Angeles de Rage Against the Machine et Tubthumper de Chumbawamba comme la collusion entre les multinationales du disque et la prétendue idéologie punk. Ces exemples ont créé des incidents avec les membres de Propagandhi qui ont réagi, entre autres, par la publication d'une photographie de Fat Mike serrant la main de John Kerry. Ils ont aussi fait quelques modifications dans les titres de cet album en représailles dans leurs publications sur internet, comme The Marxists are brothers (Les marxistes sont frères et non Les frères Marxistes) ou Never Trust the Hippie (Ne fait jamais confiance au Hippie en parlant justement de John Kerry, ancien opposant à la guerre du Viet Nam à la fin des années 1960).